# Nussfrucht

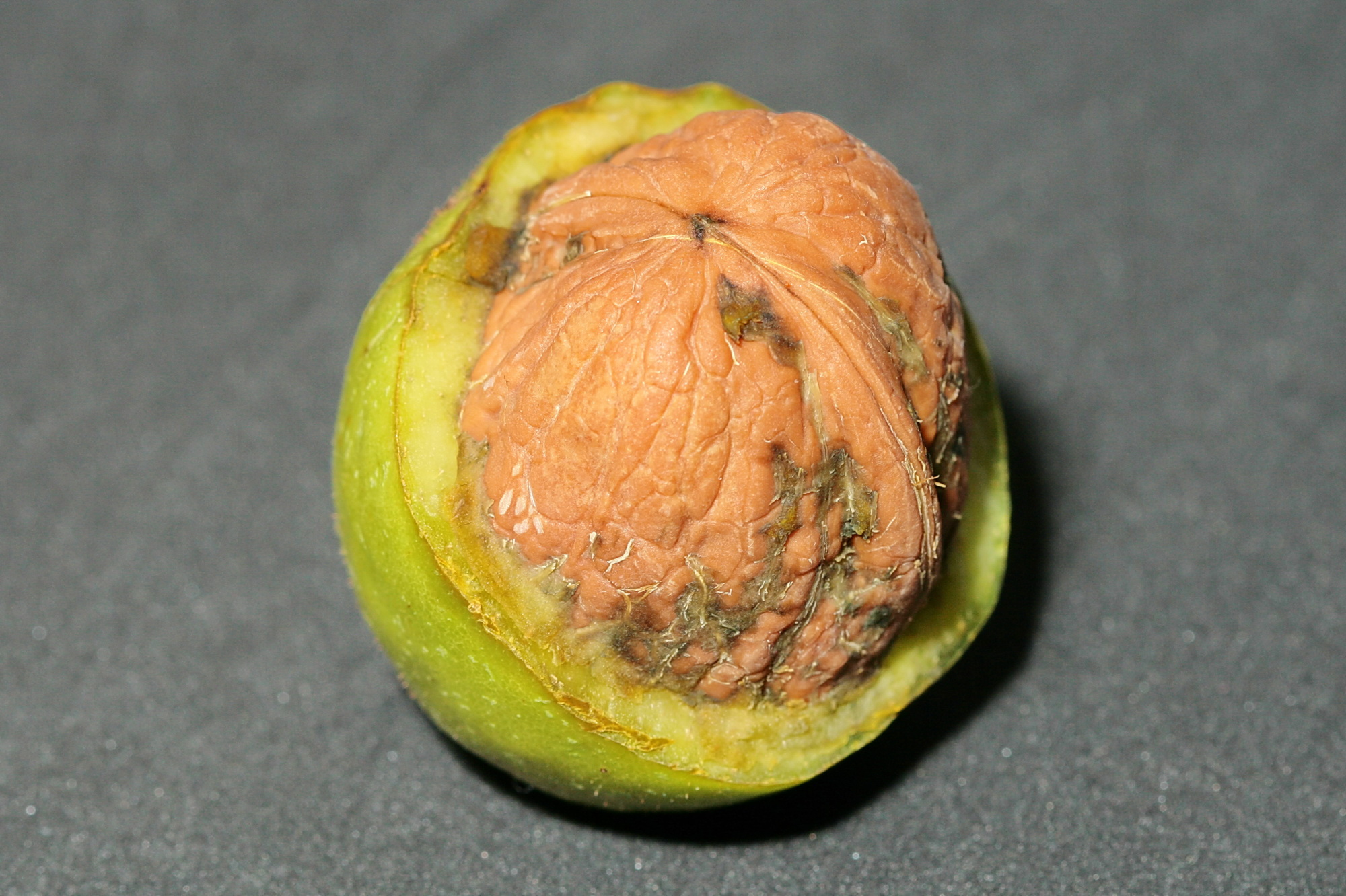
Walnuss in Fruchthülle

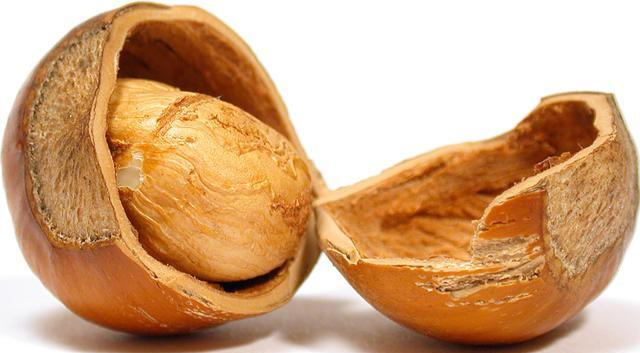
Die Frucht der Gemeinen Hasel:
Die Haselnuss

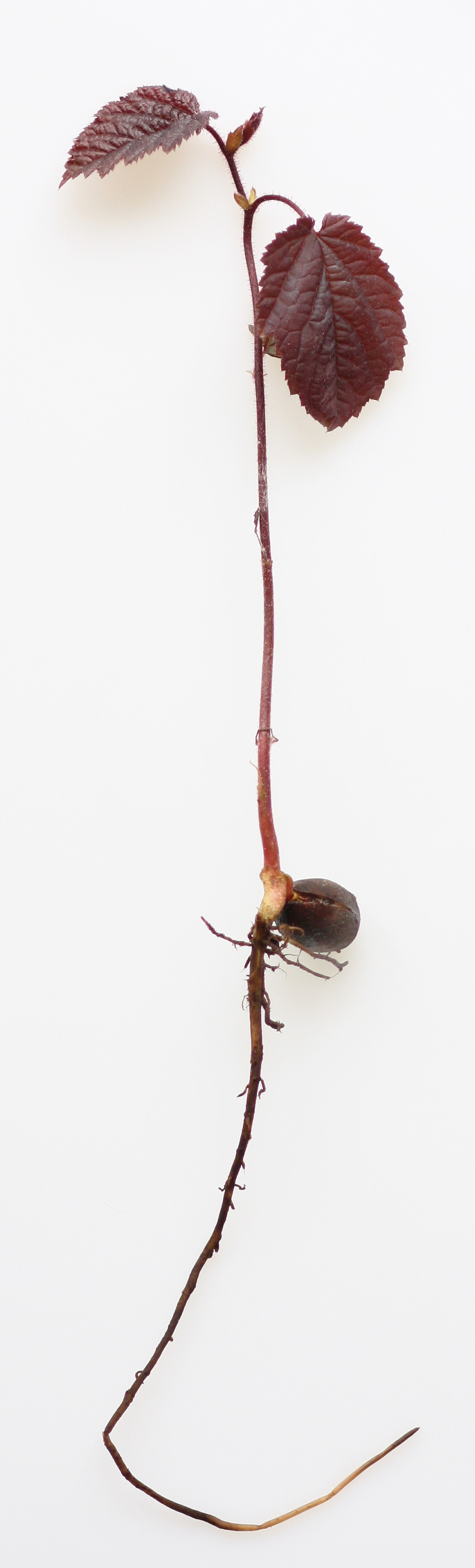
Keimpflänzchen der Haselnuss

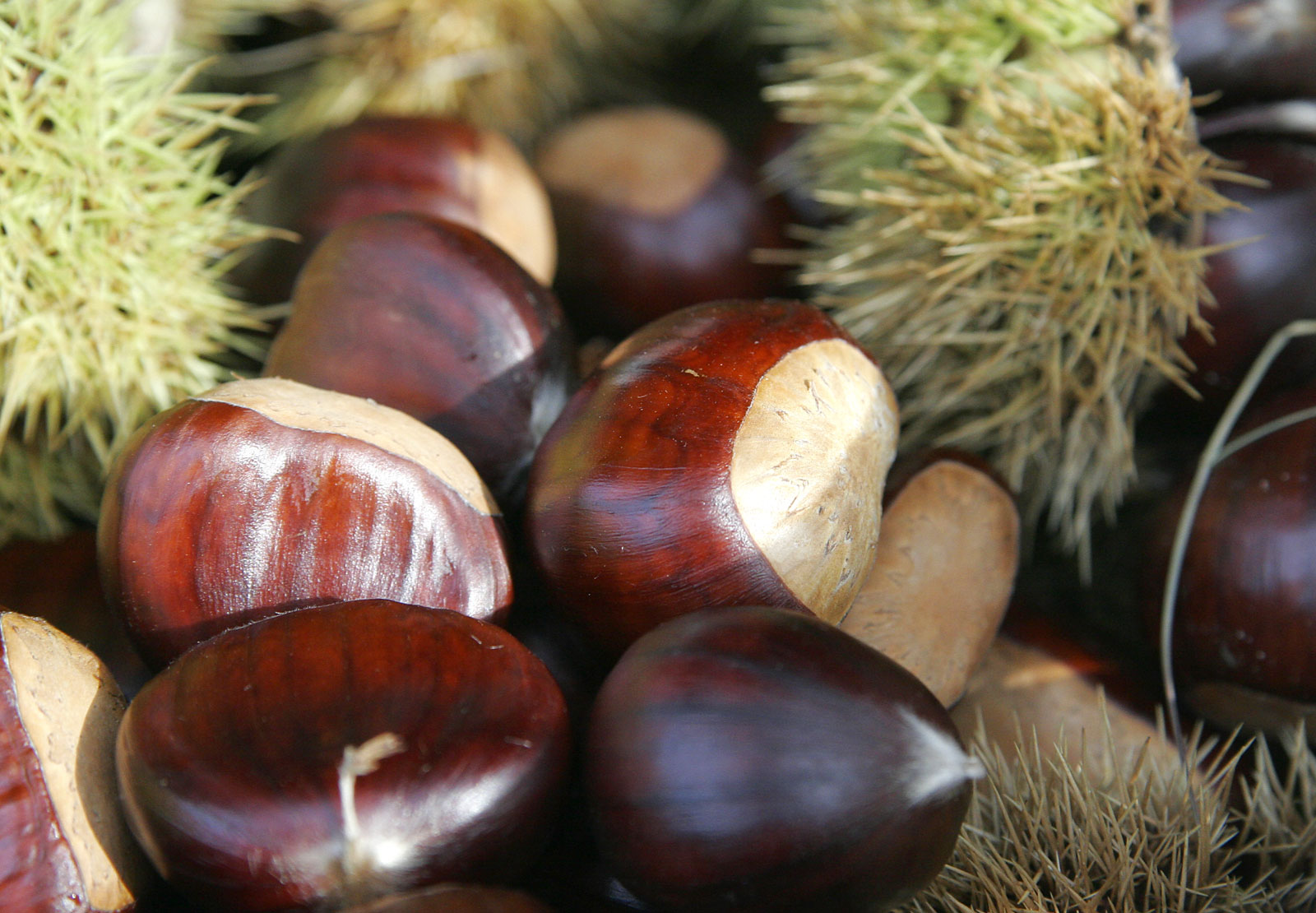
Edelkastanie

Nussfrüchte, genannt auch Nüsse, sind Schließfrüchte, bei denen alle drei Schichten der Fruchtwand (d. h. des Perikarps) verholzt sind. Meist wird dabei nur ein einzelner, umgangssprachlich ebenfalls als Nuss bezeichneter Same von der Nussschale umschlossen.
Schalenobst (auch Schalenfrüchte) ist die handelsübliche Bezeichnung für Obst, dessen Fruchtkerne von einer harten, meist holzigen Schale umgeben sind. Es handelt sich um Nüsse und Kerne, die für den menschlichen Verzehr geeignet sind. Ihre Fruchtwand – die Schale bzw. das Perikarp – ist dagegen nicht zum Verzehr geeignet.

## Etymologie
Das Wort Nuss (aus althochdeutsch nuz) geht auf ein urgermanisches Substantiv zurück, das als *hnuts zu rekonstruieren ist. Dieses wiederum setzt ein indogermanisches Substantiv *knud- fort. Das keltische Wort *knūs, worauf das altirische cnú und das walisische cnau zurückgehen, und das lateinische nux (Wortstamm nuc-), falls aus umgestelltem *knu-k- entstanden, alle mit derselben Bedeutung ‚Nuss‘, setzen wahrscheinlich ebenfalls *knu-d- fort. Verbreitet war bis ins Mittelalter die auf Isidor von Sevilla beruhende Ableitung des Wortes nux von nocendo bzw. noceo („ich schade“).

## Nüsse im botanischen Sinne
Zu den Nüssen im botanischen Sinne gehören u. a.:
- Buchecker
- Chilenische Haselnuss[3]
- Echte Walnuss (Juglans regia), sie galt bis vor kurzem noch als Steinfrucht.[4]
- Edelkastanie (Marone)
- Eichel
- Erdnuss (Arachis hypogaea): Als Hülsenfrüchtler ist die Frucht der Erdnuss eine Ableitung der Hülsenfrucht; sie bleibt allerdings geschlossen (die Hülsenfrucht ist eine Öffnungsfrucht) und gehört demnach zu den Nüssen.
- Hanfnuss
- Haselnuss
- Macadamianuss (Queenslandnuss)
- Platanennuss (ungenießbar)
- Steinnuss (Tagua)
- Wassernuss

## Sonderformen der Nussfrucht
- Flügelfrucht (Pseudosamara) wie bei den Hainbuchen oder der Virginischen Hopfenbuche (Ostrya virginiana), die Nuss ist hier einseitig oder ganz in ein flügelartiges Tragblatt (Vorblatt, Deckblatt) eingehüllt.
- Tryma mit einer umgebenden, aufspringenden Fruchthülle wie bei der Hickory (Carya spp.), auch Arten der Walnussgewächse (Juglandaceae) können dazu gerechnet werden.

Nussähnlich sind:
- Achäne der Korbblütler, z. B. die Früchte der Sonnenblume und des Löwenzahns, aber auch die Rosengewächse Erdbeere und die Hagebutte gehören dazu. Sie werden nicht ganz korrekt mit Sammelnussfrucht bezeichnet, denn es ist eigentlich eine Sammelachänenfrucht (Achaenecetum).
- Karyopse; nussähnliche Schließfrüchte der Gräser
- Flügelnuss (Samara); nussartig mit einem papierartigen Perikarp, das in eine flügelförmige Struktur wächst.

## Im botanischen Sinne keine Nüsse
- Cashewnuss, ein Same einer Scheinfrucht
- Erdmandel (Chufanuss), eine Pflanzenknolle
- Kokosnuss, Steinkern einer Steinfrucht
- Kolanuss, Samen einer Balgfrucht
- Mandel, Steinkern einer Steinfrucht
- Muskatnuss, Samen einer Balgfrucht
- Paranuss (Brasilnuss, Juvianuss), hartschaliger Same aus einer Kapselfrucht
- Pekannuss, Steinkern einer Steinfrucht
- Pilinuss, Steinkern einer Steinfrucht
- Pistazie, Steinkern einer Steinfrucht
- Sheanuss, die Früchte sind botanisch gesehen Beeren.

Bei den Steinfrüchten ist nur die innere Fruchtwand verholzt und außen von einer weichen Hülle, dem Fruchtfleisch, umgeben.
Die Pinienkerne (Pinoli) sind die Samen der Pinie (Pinus pinea), die als Nacktsamer gar keine Fruchtknoten ausbildet.

## Wirkung von Nüssen auf die Gesundheit
Nüsse stabilisieren den Zuckerwert, unterstützen die Gefäße und mindern das Risiko für Magen- und Prostatakrebs sowie für Infarkte. Weitere Studien, in denen geringere Mengen oder andere Nüsse, wie Wal-, Erd- oder Macadamianüsse verzehrt wurden, zeigten vergleichbare Effekte.
Es ist nicht abschließend geklärt, von welchen Inhaltsstoffen neben den ungesättigten Fettsäuren die positiven gesundheitlichen Auswirkungen der Nuss herrühren. Wegen des hohen Fettgehalts sollte weiterhin beachtet werden, wie sich der Verzehr von Nüssen auf die Energiebilanz auswirkt. Daneben ist der relativ hohe Gehalt an Blei und Cadmium bei einigen Sorten zu beachten (beispielsweise enthalten Haselnüsse bis zu 5,5 mg Blei/kg).
Bei Kindern unter vier Jahren sollte auf ganze Nüsse verzichtet werden. Diese können wegen ihrer Form und Größe versehentlich in die Luftröhre gelangen und zu Atemnot und sogar zur Erstickung führen. Vor allem Erdnüsse sind für Kinder gefährlich, da die weiche Schale leicht geöffnet werden kann. Besonders in der Adventzeit komme es immer wieder zu Atemnot durch Nüsse und Mandeln.

### Fettgehalte und Brennwerte
Lebensmitteltabelle der DFL:
| Nussfrucht                     | Fettgehalt in g / 100 g | Brennwert in kJ / 100 g | Brennwert in kcal / 100 g |
| ------------------------------ | ----------------------- | ----------------------- | ------------------------- |
| Cashewnuss                     | 42,2                    | 2377                    | 572                       |
| Erdnuss (ungeröstet)           | 48,1                    | 2337                    | 564                       |
| Erdnuss (ungesalzen, geröstet) | 49,4                    | 2423                    | 585                       |
| Haselnuss (ohne Samenschale)   | 61,6                    | 2662                    | 644                       |
| Kokosnuss                      | 36,5                    | 1498                    | 363                       |
| Macadamianuss                  | 73,0                    | 2896                    | 703                       |
| Mandel (ohne Samenschale)      | 54,1                    | 2411                    | 583                       |
| Paranuss                       | 66,8                    | 2764                    | 670                       |
| Pekannuss                      | 72,0                    | 2897                    | 703                       |
| Pistazie (ohne Samenschale)    | 51,6                    | 2406                    | 581                       |
| Walnuss (ohne Samenschale)     | 62,5                    | 2738                    | 663                       |

### Inhaltsstoffe
Die aufgeführten Nährstoffe und Vitalstoffe sind abhängig von der Nusssorte. In ihrer Gesamtheit enthalten Nüsse das wasserlösliche Vitamin B1, das im Körper für den Kohlenhydratstoffwechsel verantwortlich ist. Weitere Inhaltsstoffe sind ungesättigte Fettsäuren, hochwertige pflanzliche Proteine, Fette, leicht verwertbare Kohlenhydrate, Ballaststoffe, Natrium, Kalium, Kalzium, Phosphor, Niacin, essentielle Aminosäuren, Fluor, Eisen, Kupfer, Magnesium, diverse B-Vitamine sowie Vitamin A, C, D und E, des Weiteren Zucker, Linolsäure, Linolensäure, Mangan und Folsäure.

## Statistik
Der Verzehr von Nüssen liegt in Deutschland bei durchschnittlich 5 Kilogramm pro Person und Jahr. Der Verbrauch von Nüssen stieg laut dem Bundesinformationszentrum Landwirtschaft (BZL) von ca. 343.000 t im Wirtschaftsjahr 2011/12 auf ca. 415.000 t im Jahr 2018/19 an. Zu den beliebtesten Sorten zählen Erdnüsse (1,3 kg/Person), Mandeln (0,8 kg/Person), Haselnüsse (0,7 kg/Person), Cashewkerne (0,5 kg/Person), Walnüsse (0,4 kg/Person) und Pistazien (0,4 kg/Person). Da Deutschland nur geringe Mengen an Hasel- und Walnüssen produziert, betrug der Nettoimport an Schalenfrüchten im Jahr 2018/19 nach vorläufigen Angaben des BZL insgesamt 424.000 t. Hauptverarbeiter ist die Süßwarenindustrie.